# Irene Dalis
Irene Dalis, all'anagrafe Yvonne Patricia Dalis (San Jose, 8 ottobre 1925 – San Jose, 14 dicembre 2014) è stata un mezzosoprano statunitense.

## Biografia
Nata a San Jose nel 1925 in una famiglia di origini italiane e greche, studiò al San Jose State College, ove conseguì il bachelor's degree nel 1946. Grazie a una borsa di studio del Programma Fulbright, si trasferì in Europa per perfezionarsi a Milano prima di esordire al Oldenburgisches Stadttheater, dove fece il suo debutto nel 1953 nel ruolo della principessa Eboli nel Don Carlo. Dopo aver cantato a Oldenburg per due stagioni, nel 1955 fu scritturata dalla Deutsche Oper Berlin; qui fu notata da Rudolf Bing durante una rappresentazione di Jenůfa e le fu offerto un contratto con il Metropolitan Opera House, dove esordì nel 1957 ottenendo un grande successo di pubblico grazie alla sua principessa Eboli.
Cantò con il Metropolitan in 21 ruoli per 274 rappresentazioni durante venti stagioni. Ottenne particolari successi come Amneris in Aida, un ruolo che cantò sessantanove volte al Met, anche in occasione del debutto al Met di Leontyne Price. In occasione del debutto al Met di Birgit Nilsson in Tristano e Isotta cantò come Brangäne e fu la principessa di Bouillon quando Plácido Domingo fece il suo debutto al teatro in Adriana Lecouvreur. Il suo repertorio al Metropolitan annoverava anche i ruoli di Lady Macbeth, Dalila, Azucena, Santuzza, Frugola, la zia principessa, Zita, Fricka, Clitennesta, Kundry, Ortrud, Ulrica, Erodiade, Waltraute. Nel 1961 divenne la prima cantante statunitense a interpretare Kundry nel Parsifal al Festival di Bayreuth, incidendo poi il ruolo su disco l'anno dopo, diretta da Hans Knappertsbusch.
Dopo il ritiro dal Met nel 1976, tornò nella natia San Jose, dove fu nominata professoressa di musica alla sua alma mater. Nel 1984 fondò l'Opera San Jose. Fu sposata con l'editore George Loinaz dal 1957 alla morte dell'uomo nel 1990. La coppia ebbe una figlia. Dalis morì nel 2014 all'età di 89 anni.

## Discografia parziale
Registrazioni dal vivo
- Aida, Met 1962, Franco Corelli, Gabriella Tucci, Cornell MacNeil, Giorgio Tozzi, dir. George Shick ed. GOP/Myto.
- Il trovatore, Met 1961, Franco Corelli, Leontyne Price, Mario Sereni, William Wilderman, dir. Fausto Cleva ed. Myto
- Don Carlo, Met 1961, Franco Corelli, Jerome Hines, Mario Sereni, Maria Curtis Verna, dir. Nino Verchi ed. GOP
- Don Carlo, Met 1964, Franco Corelli, Giorgio Tozzi, Nicolae Herlea, Leonie Rysanek, Irene Dalis, dir. Kurt Adler ed. Living Stage
- Aida, con Franco Corelli, Sherrill Milnes, John Macurdy, dir. Zubin Mehta - Met 1966 ed. Opera Lovers
- Un ballo in maschera, con Luciano Pavarotti, Franco Bordoni, dir. Charles Mackerras - San Francisco 1971 ed. Butterfly Music/Opera Lovers